# Sternenschiff Catan
Sternenschiff Catan ist ein 2001 im Kosmos-Verlag erschienenes Kartenspiel von Klaus Teuber für zwei Personen in dem einige Elemente des Brettspiels Die Sternenfahrer von Catan aufgegriffen wurden. Die Illustrationen stammen von Franz Vohwinkel. 2023 erschien eine überarbeitete Neuauflage als „CATAN - Sternenfahrer - Das Duell“.
In diesem Spiel kommandieren die Spieler jeweils ein Raumschiff, das in den endlosen Weiten des Weltalls versucht, fremde Planeten zu erreichen, um mit diesen Handel zu treiben, Aufgaben des Galaktischen Rates zu erfüllen oder die Planeten zu kolonisieren. Auf ihren Flügen begegnen die Spieler Raumpiraten, die von ihnen Wegezoll fordern. Wollen die Spieler diesen nicht zahlen, müssen sie die Piraten bekämpfen. Dazu haben sie Bordkanonen, deren Stärke im Laufe des Spieles erhöht werden kann. Verlieren sie gegen die Piraten, endet ihr Flug und der Gegner ist am Zug.

## Inhalt
- Teile aus Pappe:
  - 2 Sternenschiffe, die aus je 2 Teilen zusammengesetzt werden.
  - 18 Zentren:
    - je 6 Zentren I für die beiden Spieler
    - 6 Zentren II für den allgemeinen Vorrat

  - 32 Münzen (Astro):
    - 18× Wert 1 Astro
    - 14× Wert 5 Astro

  - 6 Bordkanonen, je 3 pro Spieler
  - 6 Antriebe, je 3 pro Spieler
  - 4 Kolonieschiffplättchen, je 2 pro Spieler
  - 4 Handelsschiffplättchen, je 2 pro Spieler
  - 10 Rohstoffanzeiger, je 5 pro Spieler
  - 2 Wissenspunktanzeiger, je 1 pro Spieler
- Karten im Spielkartenformat
  - 70 Raumsektorkarten:
    - je eine Startkolonie (Mond und Sonne) für die beiden Spieler
    - 40 Startkarten, je 10 pro Sektor
    - je 7 Reservekarten I, II, III und IV die ins Spiel kommen wenn Karten aus den Sektoren entnommen werden.

  - 12 Karten „Galaktischer Rat“:
    - je 3 mit 1, 2, 3 und 4 gekennzeichnet

  - 2 Sondersiegpunktkarten
- 1 blauer Würfel (1, 2, 2, 3, 3, 4)
- 1 gelber Würfel (1, 1, 2, 2, 3, 3)
- 1 Spielanleitung
- 1 Prof. Easy-Anleitung

## Spielweise
Zu Beginn des Spieles verfügt jeder Spieler über eine Kolonie, diese liefern wenn eine „1“ am Beginn des Zuges gewürfelt wird dem Mondspieler Carbon und dem Sonne-Spieler Treibstoff. Ferner darf jeder Spieler eines seiner Zentren aufdecken. Weitere Zentren können im Laufe des Spieles gebaut werden. Dabei gibt es folgende Zentren:
- Handelszentrum: Der Spieler darf seinem Gegner einmal pro Zug einen Rohstoff für 2 Astro abkaufen. Dies ist neben dem selten vorkommenden freiwilligen Handel die einzige Möglichkeit mit dem Gegner zu interagieren.
- Logistik-Zentrum: Die Lagerkapazität jedes Rohstoffs wird von 2 auf 3 erhöht.
- Nachrichtenzentrum: Der Spieler darf sich zu Beginn seiner Flugphase die 2 obersten Karten eines Raumsegmentstapels ansehen und beliebig viele davon unter den Stapel legen oder in beliebiger Reihenfolge auf den Stapel. Der Spieler hat damit die Möglichkeit Planeten gezielt anzufliegen oder zu starken Piraten aus dem Weg zu gehen.
- Produktionszentrum: Bei einer 2 (Mond) bzw. 3 (Sonne) produziert der Spieler Handelswaren
- Verwaltungszentrum: Der Spieler darf in seiner Flugphase 3 statt 2 Aktionen durchführen.
- Wissenschaftszentrum: Bei einer 3 (Mond) bzw. 2 (Sonne) produziert der Spieler Wissen, dieses wird benötigt, um Antriebe und Bordkanonen der Stufe 2 zu bauen und Aufgaben zu erfüllen.

Die Zentren der Stufe II erhöhen die Fähigkeiten jedes Zentrums nochmals. Jedes Zentrum II gibt es aber nur einmal und es kann nur gebaut werden wenn schon ein entsprechendes Zentrum I aktiv ist.
Nachdem jeder Spieler ein Zentrum gewählt hat, erhält er 25 Astro Startkapital, zwei Antriebe der Stufe 1 und eine Bordkanone der Stufe 1 sowie zwei Handelswaren. Ferner erhält jeder ein Kolonieschiff und ein Handelsschiff, die er auf die Hangarfelder seines Sternenschiffs legt.
Der Mondspieler beginnt mit dem ersten Zug, indem er mit dem gelben Ertragswürfel die Kolonien bestimmt, die Erträge abwerfen. Allerdings produziert – in späteren Spielphasen wenn es schon mehrere Kolonien gibt – nur jeweils eine Kolonie wenn mehrere Kolonien mit der gleichen Würfelzahl vorhanden sind. Die Spieler müssen sich dann für eine entscheiden, die in diesem Zug produziert. Unabhängig davon können aktive Produktions- und Wissenschaftszentren produzieren. Die gewürfelte Zahl bestimmt zusätzlich zusammen mit den vorhandenen Antrieben wie viele Karten eines Raumsektors durchflogen werden dürfen. Dazu nimmt der Gegner den gewählten Stapel in die Hand und deckt eine Karte nach der anderen auf. Bei jeder Karte kann sich der Spieler entscheiden, ob er die angebotenen Möglichkeiten nutzt. Wird z. B. eine neue Kolonie aufgedeckt, so kann der Spieler diese nur nehmen, wenn er noch ein Kolonieschiff in seinem Hangar hat. Sollte eine der Karten einen Raumpirat zeigen, so liest der passive Spieler zunächst die Forderung des Piraten vor. Erst wenn die Entscheidung des aktiven Spielers gefallen ist, wird die Karte offen ausgelegt. Kommt es zum Kampf wird mit dem blauen Würfel gewürfelt und die Punktzahl zu den Bordkanonen addiert. Der passive Spieler würfelt für den Raumpiraten. Die Raumpiraten werden mit fortlaufender Spieldauer immer stärker, daher empfiehlt es sich die Bordartillerie zu verstärken. Die Flugphase endet sobald der aktive Spieler seine maximale Flugweite erreicht oder seine maximale Anzahl von Aktionen durchgeführt hat bzw. nach einem verlorenen Piratenkampf. Danach kann er mit den in der Produktionsphase produzierten oder der Flugphase erhandelten Rohstoffen sein Sternenschiff ausbauen und/oder mit seinen Handelsplaneten bzw. dem Gegner handeln. Anschließend erfolgt der Zug des Mitspielers.
Wertungen:
- Jede Kolonie zählt einen Siegpunkt
- Jedes Zentrum II zählt einen Siegpunkt
- Wer als erster mindestens drei und die Mehrheit der Freundschaftspunkte (Handelsplaneten) besitzt, erhält den Sondersiegpunkt „Freund der Völker“.
- Wer als erster mindestens drei und die Mehrheit der Orden besitzt, z. B. durch Siege gegen Piraten erhält den Sondersiegpunkt „Held der Völker“.

Gewonnen hat das Spiel, wer zuerst 10 Siegpunkte erreicht.

## Besonderheiten
Beim Erscheinen der Erstauflage wurden für die ersten Besteller 500 von Klaus Teuber handsignierte Exemplare angeboten, zufälligerweise war in diesen ein Fehldruck (die Rückseiten zweier Karten waren vertauscht, und zwar die der Startkolonie des Sonnen-Spielers und die erste Karte des Galaktischen Rats), so dass den Spielern ein Ersatzpäckchen mit Karten geschickt werden musste.
Durch die beigefügte Prof. Easy-Einführung wurden die Käufer spielerisch in das Spiel eingewiesen. Dazu sind einige Raumsektorkarten besonders markiert, die dann in einer vorgegebenen Reihenfolge angeflogen werden. Zudem erhält die Regel Hinweise für das Spiel eines erfahrenen Spielers gegen einen unerfahrenen Mitspieler um dessen Chancen etwas zu erhöhen.
Die Plättchen für das Handels- und Kolonieschiff zeigen Abbildungen der Mutterschiffe des Brettspiels Die Sternenfahrer von Catan.

## Erweiterungen
Im Handel sind keine Erweiterungen erschienen, ab 2002 wurden aber auf der Homepage von Klaus Teuber die Missionen „Die Raumamöbe“, „Der Asteroid“ und „Die Diplomatiestation“ zum Download angeboten.

## Umsetzungen für den PC
2003 erschien mit Sternenschiff light eine mittlerweile eingestellte Browserversion auf Klaus Teubers Spielwiese und gleichzeitig eine PC-Umsetzung von rockazonga.

## Übersetzungen
- Englisch: Starship Catan (Mayfair Games)
- Französisch: Objectif Catane (Tilsit Éditions)
- Niederländisch: De Ruimteschepen van Catan (999 Games)

## Auszeichnungen
- Nominiert für International Gamers Award – Two Player (2002)

## Spielkritiken
- Spielbox Ausgabe 6/01 (mit Bewertung)